# Panoptikum (album)
Panoptikum (2005) je zatím jediná deska uskupení Panoptikum, kde se sešli tři mladí písničkáři Ivo Cicvárek, Žofie Kabelková a Marcel Kříž doprovázení kapelou. Album obsahuje 15 autorských písniček, převážně Cicvárka a Kříže, Žofie Kabelková je spíše zpěvačkou (její píseň je pouze Podivnej valčík a složila hudbu pro Křížovu píseň Prostorem). Deska je vyvrcholením spolupráce tří hlavních protagonistů, která se datuje od roku 2000, kdy Žofie Kabelková nazpívala píseň Nový rok na desku Ivo Cicvárka a skupiny OKO Vidět víc.

## Písničky
1. Fanatikům (Cicvárek) 1:47
2. On a ona (Kříž) 2:52
3. Blues o pohřbu Libora M. (Kříž) 4:02
4. Vítr (Cicvárek) 3:22
5. Modrý z nebe (Cicvárek) 2:16
6. Z novin bezpečnýho města (Kříž) 5:01
7. Listopad (Cicvárek) 2:43
8. Potichu (Cicvárek / Kříž, Cicvárek) 3:30
9. Ostrava 23’15’’ (Kříž / Kříž, Jiří moravský Brabec) 4:08
10. Litovel (Cicvárek) 2:18
11. Podivnej valčík (Kabelková) 2:13
12. Ingrid (Kříž) 5:28
13. Hory (Cicvárek) 2:51
14. Prostorem (Kabelková / Kříž) 3:58
15. Kolotoč (Kříž) 4:58

Nahrána byla také píseň Živel (Kabelková / Kabelková, Cicvárek), kterou nazpívala Žofie Kabelková, ta se však na desku nakonec nedostala.

## Obsazení

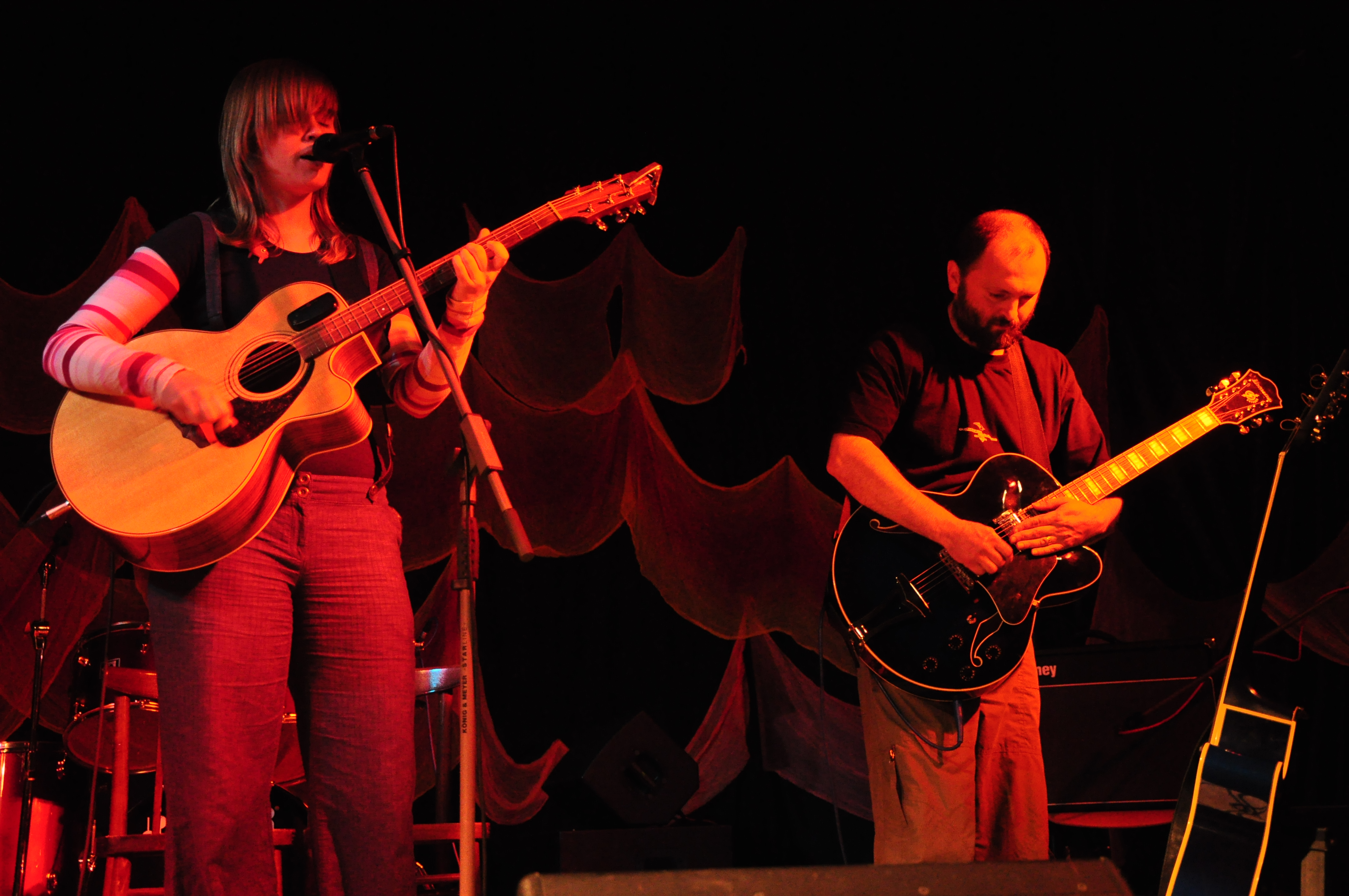
Dva z protagonistů Panoptika, Žofie Kabelková a Marcel Kříž na festivalu Máme na to?! 16. května 2009 v Chotěboři.

- Ivo Cicvárek – zpěv (1, 4, 7, 8, 10, 13), klavír (1, 3–8, 11, 12), kytara (10, 13, 14), elektrická kytara (5), akordeon (2, 7, 15), harmonium (8), indiánský buben (4), xylofon (15), vazby na akustickou kytaru (9), horký čaj (13), pedál harmonia (15)
- Žofie Kabelková – zpěv (3, 5, 8, 11, 14), kytara (11), vokály (9, 15)
- Marcel Kříž – zpěv (2, 6, 8, 9, 12, 15), elektrická kytara (2, 9, 10, 12, 14)
- Jana Boudjaoui Havlová – violoncello (1, 4, 6, 7, 10)
- Petra Klementová – příčná flétna (1, 5, 6, 10), altová příčná flétna (8), indická bambusová flétna (4)
- Luboš Pavlík – bicí (1–3, 5–7, 9, 10, 12, 14, 15)
- Petr Pospíšil – kontrabas (2, 3, 5, 6, 9, 10, 12, 14, 15)
- Antonín Mühlhansl – saxofon (5, 12, 14)
- Hubert Ratschker – trubka (2, 3, 13)
- Petr Šmiřák – tuba (1, 7)
- Jan Žamboch – kytara (3)
- Pavel Kovačka – foukací harmonika (9)
- Ladislav Prokeš – samply (6, 14)